# Os (Hedmark)
Os es un municipio de la provincia de Hedmark, al sur de Noruega. Es parte del distrito tradicional de Østerdalen. Tiene 1991 habitantes según el censo de 2015 y su centro administrativo es el pueblo de Os i Østerdalen. El actual municipio de Os fue separado de Tolga el 1 de julio de 1926. Tolga y Os también estuvieron brevemente fusionados entre 1966 y 1976 (municipio denominado Tolga-Os).

## Nombre
El municipio (originalmente una parroquia) es el nombre de la antigua granja Os (en nórdico antiguo: Óss), ya que la primera iglesia fue construida aquí en 1703. El nombre es idéntico a la palabra Óss que significa «boca de un río» (en Os se encuentra el río Vangrøfta, que desemboca en el río Glomma).

## Escudo de armas
El escudo de armas data de tiempos modernos. Se le concedió el 17 de diciembre de 1992. Los brazos muestran tres cencerros de oro sobre un fondo verde. Simboliza los negocios tradicionales y modernos en el municipio.

## Ciudadanos famosos
- Per Harald Grue (1943-), exdirector de la agricultura
- Vidar Gynnild, Profesor de educación en la NTNU
- Teresa Johaug (1988-), esquiador de fondo
- Maj Helen Sorkmo (1969-), esquiador de fondo
- Jon Aukrust Osmo, campeón de Europa en 2010 de orientación
- Annar Ryen (1909-1985), esquiador de fondo
- Jarle Simensen (1937-), catedrático de Historia
- Egil Simensen, profesor de la Escuela Noruega de Ciencias Veterinarias
- Tor Inge Smedås (1957-), jugador de fútbol
- Gunnar Volden, profesor de medicina

## Geografía

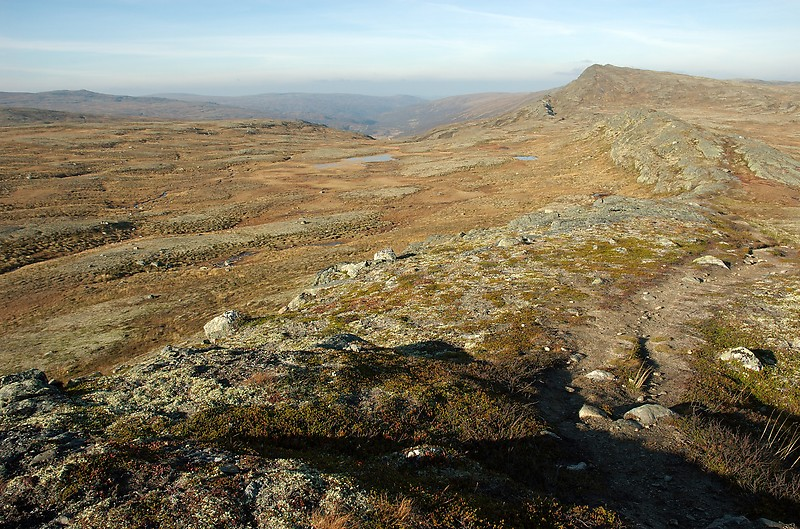
Vista desde la montaña Forollhogna.

Al ser un municipio del interior del país, la topografía es bastante abrupta, con abundantes lagos glaciares. El lago más grande es el Flensjøen.
Os se encuentra al oeste del municipio de Røros y al sur de Midtre Gauldal y Holtålen en la provincia de Sør-Trøndelag. Dentro de la provincia de Hedmark, Os está al este de Tolga y al norte de Engerdal.

## Clima
Os tiene un clima continental seco, con escasa influencia moderadora de los vientos oceánicos. Por ese factor y sumado a la altitud media del municipio (600 m s. n. m.), hay pocas precipitaciones, los inviernos son largos y fríos (con una media de -10 °C) y los veranos son relativamente frescos, debido a que raras veces se superan los 12 °C. Existen diferencias significativas entre las temperaturas diurnas y nocturnas en verano.
Los valores normales para el período 1961-1990 se dan en la siguiente tabla:
| Estimaciones para Os (600 m s. n. m.) | Ene   | Feb   | Mar  | Abr  | May | Jun  | Jul  | Ago  | Sep | Oct | Nov  | Dic  | Anual |
| ------------------------------------- | ----- | ----- | ---- | ---- | --- | ---- | ---- | ---- | --- | --- | ---- | ---- | ----- |
| Temperatura media (°C)                | −11,8 | −10,2 | −5,6 | −0,5 | 5,8 | 10,3 | 11,6 | 10,5 | 6,1 | 1,7 | −5,5 | −9,7 | 0,2   |
| Precipitación (mm)                    | 30    | 25    | 26   | 21   | 29  | 53   | 75   | 62   | 53  | 40  | 35   | 26   | 475   |